# جووردانو ماکارونه
جووردانو ماکارونه (انگلیسی: Giordano Maccarrone؛ زادهٔ ۹ آوریل ۱۹۹۰) بازیکن فوتبال اهل ایتالیا است.